# 篦齿眼子菜
篦齿眼子菜（学名：Stuckenia pectinatus）又名龍鬚草，为眼子菜科篦齿眼子菜屬下的一种多年生沉水草本。其茎和葉呈丝状。5-6月開花，7-9月結果，全草入药，也可以用來餵養鸭和猪。